# David Sarnoff

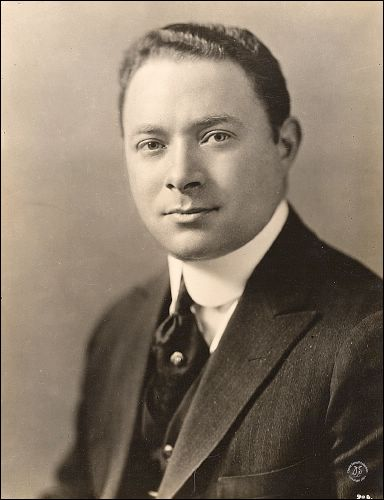
David Sarnoff (1922)

David Sarnoff (Russisch: Давид Сарнов) (Uzlyany, 27 februari 1891 – New York, 12 december 1971) was een Amerikaans zakenman van Russische afkomst. Hij is de oprichter van de National Broadcasting Company (NBC) en leidde gedurende het grootste gedeelte van zijn carrière de Radio Corporation of America (RCA).

## Biografie
Sarnoff werd geboren in de Wit-Russische plaats Uzlyany, nabij Minsk, in een Joods gezin als oudste zoon van Abraham en Leah Sarnoff. Zijn vroege jeugd werd vooral besteed in de studie om rabbi te worden. Op negenjarige leeftijd emigreerde zijn familie naar de Verenigde Staten. In 1900 kwam hij met zijn ouders, drie broers en één zuster aan in New York, waar hij voor en na zijn lessen aan de Educational Alliance zijn familie ondersteunde met de verkoop van kranten.
In 1906 raakte zijn vader door tuberculose arbeidsongeschikt, zodat hij gedwongen werd om kostwinner te worden voor zijn familie. Na een baan als loopjongen bij de Commercial Cable Company kwam hij op 30 september 1906 in dienst bij Marconi Wireles Telegraph Company en begon hij zijn 60-jarige carrière in de telecommunicatie. Via diverse posities wist hij op te klimmen tot commercieel manager bij de Marconi Co.
Op 4 juli 1917 trad hij in het huwelijk met Lizette Hermant, de dochter van een Franse immigrant. Samen kregen ze drie zonen: Robert, Edward en Thomas. In datzelfde jaar werd de Amerikaanse tak van Marconi overgenomen door General Electric, om in 1919 als zelfstandig bedrijf verder te gaan onder de naam Radio Corporation of America, waarbij Sarnoff aanbleef als commercieel manager. Via deze functie klom hij verder op van General Manager, Vice President, Executive Vice President, totdat hij in 1930 General James Harbord opvolgde als President van RCA.
In 1947 werd hij naast president benoemd tot voorzitter van de raad van bestuur. In 1949 trad hij terug als president, maar bleef tot 1970 aan als voorzitter en Chief Executive Officer van RCA. Zijn zoon Robert zou hem in 1971 opvolgen als voorzitter van RCA. David Sarnoff overleed op 80-jarige leeftijd in New York.

## Radio & Televisie
Sarnoff was een van de eersten die de onbegrensde mogelijkheden van radio als publiekelijk communicatiemiddel en als bron van vermaak erkende. In juli 1921 zond hij via radio een bokswedstrijd uit: meer dan 30.000 mensen hadden geluisterd. Het gevolg was dat de radioverkoop explosief toenam en het geld stroomde bij RCA, als belangrijkste producent van radiotoestellen, naar binnen.
Naast radio zag hij ook de nieuwe mogelijkheden van een ander thuisvermaak: de televisie. In de jaren 1920 en 1930 spendeerde hij grote bedragen van RCA in deze onderzoekprogramma’s. Zo ondersteunde hij financieel het werk van Vladimir Zworykin, technicus bij Westinghouse, in de ontwikkeling van de televisiecamera. Een werkende iconoscoop camerabuis en een kinescoop ontvangstbuis werden door RCA op 24 april 1936 aan de pers gepresenteerd.
Hoewel RCA tijdens de Grote Depressie stevig moest bezuinigen, werd het televisieproject van Zworykin door Sarnoff beschermd. Na negen jaar hard werken hadden ze een commercieel betrouwbaar systeem beschikbaar om op de markt te zetten. In 1939 vond in Amerika de eerste publieke televisie-uitzending plaats onder de naam van de National Broadcasting Company. De uitzending werd verstuurd vanop de Wereldtentoonstelling in New York en werd ingeleid door Sarnoff zichzelf. Al snel daarna groeide NBC uit tot marktleider van televisie in de Verenigde Staten.

## Erkenning
Sarnoff heeft gedurende zijn carrière verscheidene onderscheiding in ontvangst mogen nemen, waaronder de Medal of Merit (Medaille van Verdienste) van president Truman. Hij was de eerste ontvanger van de "One World Prize", uitgereikt door het Amerikaanse Nobel Centre in 1945. In 1944 kreeg hij van de Television Broadcasters Association de eretitel "Vader van de Amerikaanse Televisie". In 1989 werd hij postuum opgenomen in de Radio Hall of Fame.